# Děpoltovice
Děpoltovice (en allemand : Tüppelsgrün) est une commune du district et de la région de Karlovy Vary, en République tchèque. Sa population s'élevait à 394 habitants en 2021.

## Géographie
Děpoltovice se trouve à 9 km au nord-ouest de Karlovy Vary et à 119 km à l'ouest-sud-ouest de Prague.
La commune est limitée par Nejdek au nord-ouest, par Hroznětín au nord et à l'est, par Sadov au sud-est, par Otovice, Karlovy Vary et Nová Role au sud, et par Smolné Pece à l'ouest.

## Histoire
La première mention écrite de la localité date de 1273.

## Administration
La commune se compose de deux quartiers :
- Děpoltovice
- Nivy

## Patrimoine religieux

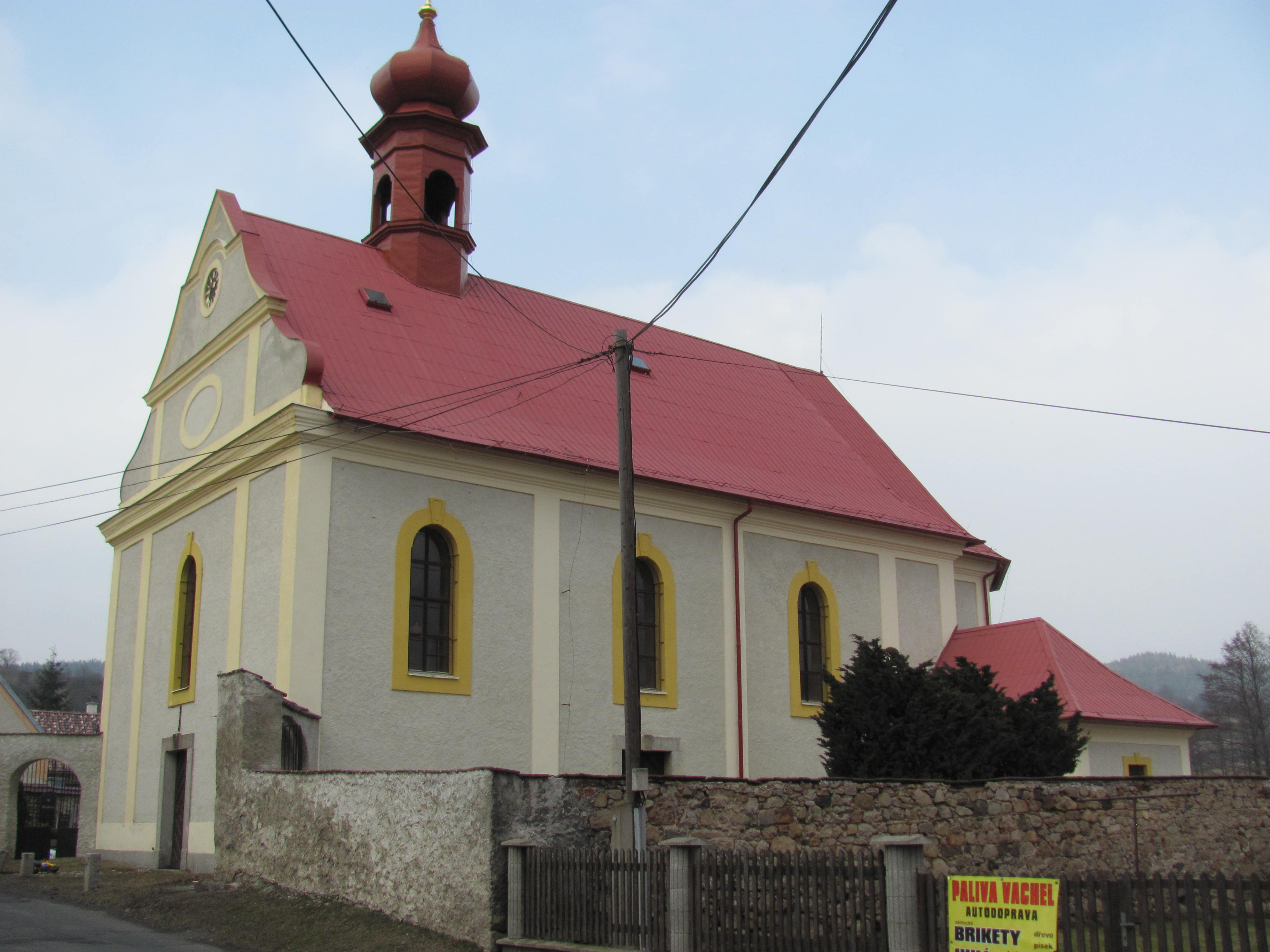
Église Saint-Michel à Děpoltovice.
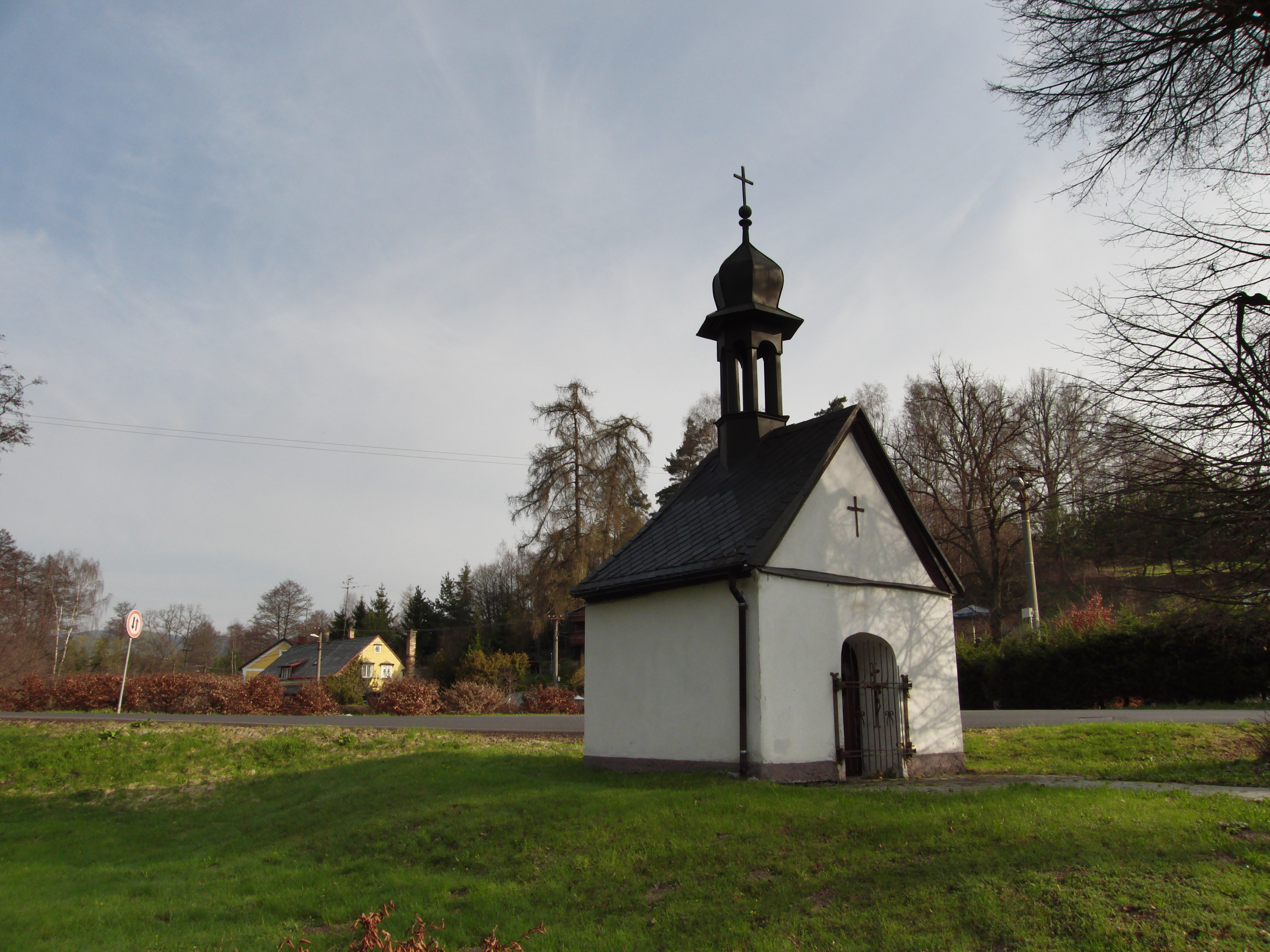
Chapelle à Nivy.